# St. Paul, Kansas
St. Paul là một thành phố thuộc quận Neosho, tiểu bang Kansas, Hoa Kỳ. Năm 2010, dân số của xã này là 629 người.

## Dân số
Dân số các năm:
- Năm 2000: 646 người
- Năm 2010: 629 người